# Epipolasis profunda
Epipolasis profunda är en svampdjursart som beskrevs av Diaz, van Soest och Pomponi 1993. Epipolasis profunda ingår i släktet Epipolasis och familjen Halichondriidae. Inga underarter finns listade i Catalogue of Life.